# Малхолланд, Дейл
Дейл Малхолланд (англ. Dale Mulholland; род. 16 августа 1964, Такома, Вашингтон) — американский футболист, центральный полузащитник. Второй после болгарина Теньо Минчева иностранный игрок в СССР.

## Биография
Потомок ирландского переселенца и индеанки из племени чероки Малхолланд заинтересовался футболом с детства, когда ходил на матчи местной команды «Сиэтл Саундерс», в том числе на игру с «Динамо» Киев. В середине 1980-х вместе с юношеской командой находился в турне по Центральной Европе и был приглашён в команду четвёртого дивизиона ФРГ (нем. Verbandsliga Nordbaden) из Райхенбаха, за которую отыграл три сезона, затем вернулся в США, чтобы окончить университет в Портленде. В 1986 году, после начала в СССР Перестройки, загорелся идеей обмена между американскими и советскими футболистами. Малхолланд с помощью клуба НБА «Атланта Хокс», находившегося в турне по СССР, связался с заместителем главы Госкомспорта Вячеславом Гаврилиным, но получил отказ. Во время Олимпийских игр 1988 года в Сеуле Малхолланд пробрался в комплекс с советской делегацией и встретился с Гаврилиным, но вновь безрезультатно. В 1989 году в Такому на турнир «Кубок мира» приехал московский «Локомотив», позже по обмену в клуб «Орландо Лайонз» уехал игрок «Локомотива» Александр Головня. Разрешение выступать в СССР Малхолланд получил после встречи с Гаврилиным во время его визита в Сиэтл для подготовки к Играм доброй воли. Перед поездкой в СССР Малхолланд отыграл полгода в Гонконге, затем вылетел в Москву. Ему сначала предложили выступать на Украине, но он не захотел уезжать из Москвы и выбрал «Локомотив», выступавший в первой лиге. По контракту Малхолланд получал 3,5 тыс. рублей в месяц. В Москве познакомился со своей первой женой Екатериной, с которой развёлся в 1996 году.
После окончания сезона вместе с «Локомотивом» Малхолланд поехал в турне по США и остался играть в команде «Майами Фридом» из APSL. Затем подписал 3,5-летний контракт с чехословацкой «Дуклой» Прага, но из-за нарушения условий контракта со стороны клуба подал жалобу в ФИФА и ушёл из команды раньше. Затем вновь вернулся в США, тренировал «Сиэтл Саундерс». В 1997—1998 годах выступал за израильский «Хапоэль» Рамат-Ган, стал подрабатывать агентом.
С 1998 года переехал в Индонезию, в Джакарте открыл футбольную академию. Женился во второй раз.